# Xizhimen

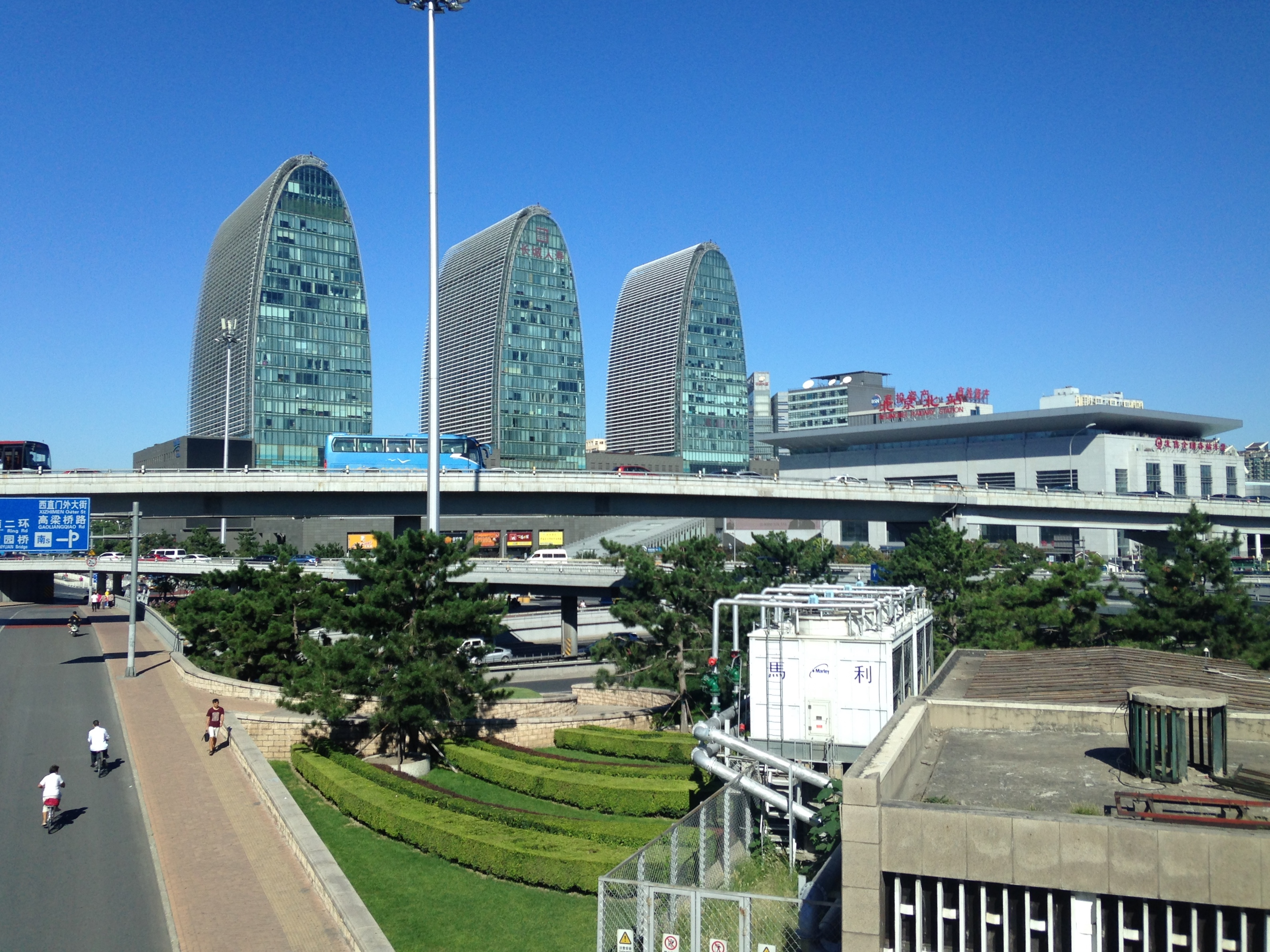
Pekings norra järnvägsstation och Pekings tunnelbana vid Xizhimen.

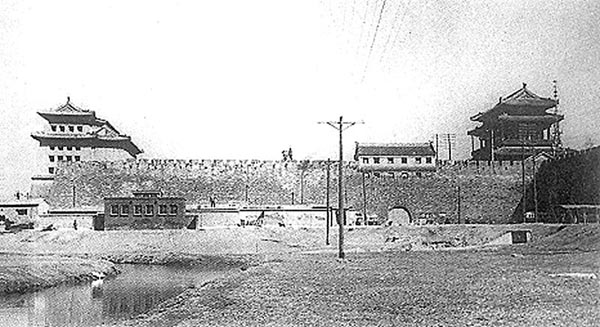
Den forna stadsporten Xizhimen, 1954.

Xizhimen (西直门; Xīzhímén) var en port genom Pekings stadsmur i Kina. I dag är Xizhimen namnet på området i Xichengdistriktet kring den tidigare stadsporten och en viktig transporthub. Vid Xizhimen ligger Pekings norra järnvägsstation som öppnade 1906 och var Kinas första järnväg. Xizhimen är också en station i Pekings tunnelbana som trafikerar Linje 2, Linje 4 och Linje 13. Öster om Xizhimen ligger Pekings zoologiska trädgård. 
| Pekings tunnelbana |          |                   |
|                    | Linje 2  | Xizhimen (西直门) |
|                    | Linje 4  | Xizhimen (西直门) |
|                    | Linje 13 | Xizhimen (西直门) |